# Орле (Новаци)
Орле (мкд. Орле) је насеље у Северној Македонији, у јужном делу државе. Орле припада општини Новаци.

## Географија
Насеље Орле је смештено у јужном делу Северне Македоније. Од најближег већег града, Битоља, насеље је удаљено 35 km североисточно.
Орле се налазе у крајње западном делу високопланинске области Маријово, као једно од најзабаченијих, али и етнички најчистијих делова православног словенског живља на тлу Македоније. Насеље је положено на западним падинама Селечке планине. Југоисточно од села издиже се главно било планине. Надморска висина насеља је приближно 830 метара.
Клима у насељу је планинска због знатне надморске висине.

## Становништво
Орле је према последњем попису из 2002. године имало 16 становника. 
Претежно становништво по последњем попису су етнички Македонци (100%).
Већинска вероисповест је православље.